# Conrad Friedrich Stang
Konrad Friedrich Stang (auch: Conrad Friedrich Stang; und Conrad Friedrich Stange; * im 18. Jahrhundert; † nach 1820) war ein deutscher Pädagoge und Schulbuch-Autor in Hannover.

## Leben
Stang wirkte in der Residenzstadt des Königreichs Hannover als Lehrer für Arithmetik an der Königlichen Hofschule. Als solcher verfasste er verschiedene Schulbücher für einfache Mathematik. Eine Rezension in der Leipziger Literatur-Zeitung zu seinen Anweisungen zum Kopfrechnen bezeichnete ihn als „einen denkenden, nicht ungeübten Lehrer dieser Kunst.“
Laut dem Hannoverschen Adressbuch für das Jahr 1821 wohnte der Hofschullehrer „Stange“ im Haus Rothenreihe 149. Das Adressbuch für 1826 verzeichnete „Stange, C. F., Lehrer an der Hofschule“ im Hause Bergstraße 149.

## Schriften
- Kleines theoretisch-praktisches Tafelrechnen-Buch, zunächst für die Hofschule in Hannover bestimmt, enthält die Grundrechnungen in ganzen und fortirten Zahlen und Brüchen, Hannover, 1818
- Die fünf Lehrgänge des Kopfrechnens, als Hülfsmittel für Lehrer und Lernende, Hannover, Hellwingsche Buchhandlung, 1820